# Districte de Mavago
El districte de Mavago és un districte de Moçambic, situat a la província de Niassa. Té una superfície de 9.959 kilòmetres quadrats. En 2007 comptava amb una població de 20.241 habitants. Limita al nord amb la República de Tanzània, a l'oest amb els districtes de Muembe i Sanga, al sud amb els districtes de Majune i Marrupa, i a l'est amb el districte de Mecula.

## Divisió administrativa
El districte està dividit en dos postos administrativos (Mavago i M'sawisze), compostos per les següents localitats:
- Posto Administrativo de Mavago:
  - N'kalapa-Mavago
- Posto Administrativo de M'sawisze:
  - M'sawisze